# М-100 (двигатель)
М-100 (Испано-Сюиза 12Ybrs) — советский авиационный двигатель, лицензионная копия французского авиамотора Испано-Сюиза 12Ybrs (англ. Hispano-Suiza 12Y).
Двигатель М-100 устанавливался на серийных бомбардировщиках СБ, опытных самолетах И-17бис, «Сталь-7», истребителе ДИП-1.

## Модификации
Двигатель имел следующие модификации:
- М-100
- М-100А
- М-100АУ
- М-100СП
- М-100П
- М-100СО
- М-100НВ
- М-100 бесклапанный
- М-100 с испарительным охлаждением